# Пирзада, Шарифуддин
Шарифуддин Пирзада (англ. Sharifuddin Pirzada; 12 июня 1923, Бурханпур, Британская Индия — 2 июня 2017, Карачи, Синд, Пакистан) — пакистанский государственный деятель. Был 8-м министром иностранных дел Пакистана.

## Биография
Шарифуддин Пирзада начинал свою политическую карьеру как личный секретарь основателя современного Пакистана Мухаммада Али Джинны. В последующие годы он занимал многие высшие государственные посты. На протяжении своей карьеры он консультировал многих лидеров Пакистана, как демократически избранных, так и военных, в том числе и бывшего президента Первеза Мушаррафа. В 2007 году он дал интервью журналисту Британской широковещательной корпорации Стивену Сакуру, в котором рассказал об ошибках прошлого и о своих надеждах связываемых с будущим Пакистана.